# Vajazzle

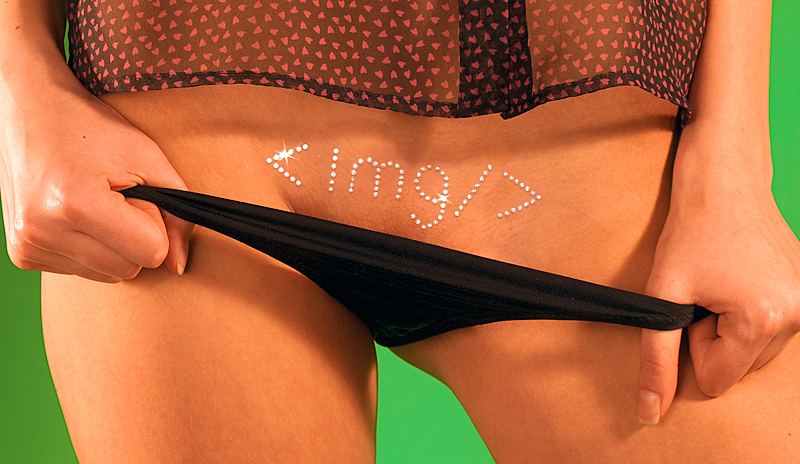
Een dame met een gevajazzlede htmltag

Vajazzles zijn een vorm van genitale decoratie, gevormd door het aanbrengen van kristalpunten op een geschoren deel van de schaamstreek. Het verschijnsel werd populair gemaakt door de filmster Jennifer Love Hewitt, die in haar boek The Day I shot Cupid er een hoofdstuk aan wijdde. Tijdens een promotioneel interview op een Amerikaanse talkshow in januari 2010 raadde ze het vrouwelijk deel van haar publiek aan om "hun vajayjays te vagazzlen" ("vagazzle their vajayjays").
"Vajazzle" werd vervolgens een week lang de meest gezochte term op Google.

## Risico's
Het vajazzlen is niet geheel vrij van gezondheidsrisico's; in de Britse krant The Daily Mail verscheen in juni 2014 een bericht dat het vajazzlen in een aantal gevallen heeft geleid tot infecties en sneden op inopportune plekken.